# Паливна промисловість
Паливна промисловість (рос. топливная промышленность, англ. fuel industry, нім. Brennstoffindustrie f) — сукупність галузей важкої промисловості, підприємства яких видобувають і переробляють різні види палива.
До паливної промисловості належать:
- нафтовидобувна, нафтопереробна, газова (див. нафтогазовий комплекс),
- вугільна,
- сланцева,
- торфова промисловість.